# Trichogramma bruni
Trichogramma bruni is een vliesvleugelig insect uit de familie Trichogrammatidae. De wetenschappelijke naam is voor het eerst geldig gepubliceerd in 1983 door Nagaraja.